# Rio do Prado
Rio do Prado este un oraș în Minas Gerais (MG), Brazilia.